# Scituloglaucytes muiri
Scituloglaucytes muiri là một loài bọ cánh cứng trong họ Cerambycidae.